# 보안 중심 운영체제
보안 중심 운영체제(security-focused operating system)란 보안에 중점을 강하게 둔 컴퓨터 운영체제를 말한다.

## BSD
- OpenBSD
- TrustedBSD
- HardenedBSD

## 리눅스
- 알파인 리눅스
- Annvix
- 데비안
- EnGarde Secure Linux
- 페도라
- Hardened Gentoo
- Hardened Linux
- Immunix
- 칼리 리눅스(Kali Linux)
- Mempo
- 오픈월 프로젝트(Openwall Project)
- 패럿 시큐리티 OS(Parrot Security OS)
- 펜투 프로젝트(Pentoo Project)
- Qubes OS
- Replicant
- 레드햇 엔터프라이즈 리눅스
- Subgraph OS
- 테일스
- 우분투 프라이버시 리믹스(Ubuntu Privacy Remix)
- Whonix
- IprediaOS
- 리브레 리눅스
- 시큐리티 어니언(Security Onion)

## 솔라리스
- 트러스티드 솔라리스(Trusted Solaris)
- Solaris 10 and trusted functionality

## 기타
- 마이크로소프트 윈도우 서버

## 같이 보기
- 컴퓨터 보안